# Droga wojewódzka 936
Droga wojewódzka 936 (DW936) je silnice, nacházející se v Slezském vojvodství v okresech Ratiboř a Wodzisław v jižním Polsku. Její délka je 15 km a spojuje město Wodzisław Śląski s vesnicí Ovsiště.
Začíná západně města Wodzisław Śląski z křižovatky se silnicí DW933, končí ve vesnici Ovsiště na hraničním přechodu Ovsiště–Píšť, kde se napojuje na silnici II/466 v Píšti v České republice. Mezi obcemi Buków a Krzyżanowice překonává řeku Odru.

## Sídla ležící na trase silnice
- Wodzisław Śląski (DW933)
- Wodzisław Śląski-Kokoszyce
- Wodzisław Śląski-Zawada
- Syrynia
- Lubomia
- Buków
- Krzyżanowice (DK45)
- Ovsiště, hraniční přechod Ovsiště–Píšť